# 旁遮普蘇巴運動
旁遮普蘇巴運動（Punjabi Suba movement）是印度的錫克教徒發起的一個政治運動，要求設立一個旁遮普蘇巴，或一個使用旁遮普語的邦。該運動的結果是旁遮普邦的設立。
31°00′N 76°00′E / 31.000°N 76.000°E